# Nikolaus Geiger
Nikolaus Geiger (født 6. december 1849 i Lauingen, Bayern, død 28. november 1897 i Wilmersdorf) var en tysk billedhugger og maler.
Han uddannedes i München, tog 1873 ophold i Berlin, senere i München. Hans dekorative skulptur har Berlin-skolens malerisk-naturalistiske præg. Han modelerede en børnefrise, med hvilken han først ret brød igennem, for von Tiele-Wincklers palæ i Berlin, for samme desuden kolossalgruppen Heimdal, 1894 Relieffet De hellige tre Konger for gavlfeltet i Berlins Hedvigskirke m. v.